# Шанке, Гури
Гури Шанке (род. 14 декабря 1961, Норвегия) — норвежская певица и актриса.

## Биография
Родилась 1961 году в семье режиссёра, сценариста и композитора Айнара Шанке. 
С 1991 по 2008 год была замужем за Эйвиндом Бланком. У них двое детей.
Гури в 2007 году выступила на Конкурсе песни Евровидение 2007 с песней «Ven a bailar conmigo». («Пойдем танцевать со мной»). Участвовала в норвежском шоу «Skal vi danse» (аналог «Танцы со звёздами»), где заняла второе место.